# Václav Pilař
Václav Pilař (pronunciació txeca: [ˈvaːtslaf ˈpɪlar̝̊]; nascut el 13 d'octubre de 1988) és un futbolista professional txec que juga d'extrem al Viktoria Plzeň. També ha estat seleccionat internacionalment per la República Txeca.

## Carrera de club
Pilař es va incorporar al Plzeň cedit pel Hradec Králové a l'inici de la temporada 2011-12 de la Primera Lliga Txeca.
Després de negar-se a signar un contracte amb el Plzeň el novembre de 2011, es va informar que Pilař havia signat un contracte amb el VfL Wolfsburg alemany. El gener de 2012, es va anunciar que Pilař s'uniria al VfL Wolfsburg a l'estiu, però que es quedaria a la República Txeca abans del torneig de la UEFA Euro 2012.
Es va lesionar l'estiu del 2012 i no va jugar cap partit amb el Wolfsburg durant la temporada 2012-13. L'estiu de 2013, Pilař es va incorporar al SC Freiburg cedit. Després d'haver estat baixa durant 14 mesos, Pilař va tornar a l'acció en un partit amistós d'octubre de 2013 amb el Friburg contra el Sandhausen de la 2. Bundesliga.

## Carrera internacional
Pilař va debutar a la República Txeca el 4 de juny de 2011. Va marcar el seu primer gol internacional sènior contra Montenegro als play-offs de classificació per a la UEFA Euro 2012 el novembre de 2011.
Va marcar el primer gol de la República Txeca en el seu primer partit de l'Eurocopa de la UEFA 2012 contra Rússia quan anava per 2-0. En el segon partit del torneig, Pilař va marcar el gol de la victòria en la victòria per 2-1 contra Grècia, i va ser nomenat millor jugador del partit.